# Shoot Her Down
Shoot Her Down è un EP del gruppo musicale power metal Grave Digger, pubblicato il 1 dicembre 1984.

## Tracce
1. Shoot Her Down – 3:39
2. We Wanna Rock You – 3:37
3. Storming the Brain – 5:05

## Formazione
- Chris Boltendahl - voce
- Peter Masson - chitarra
- Willi Lackmann - basso
- Albert Eckardt - batteria